# Esham
Рашаам Аттіка Сміт, також відомий під псевдонімом Ішам (англ. Esham; East Side Hoes and Money) — хіп-хоп виконавець з Детройта, штат Мічиган, засновник свого «галюциногенного» хіп-хоп жанру з елементами року під назвою «ейсід-реп» (англ. «acid rap»), тематикою пісень якого є наркотики, зло, параноя, секс та смерть. Після випуску дебютного альбому Boomin' Words from Hell Сміт став одним з основоположників жанрів гороркор, реп-рок та реп-метал. Усього за свою кар'єру Esham видав 15 студійних альбомів, шість міні-альбомів та три компіляції. Незважаючи на малу кількість прихильників, кілька його альбомів стали комерційно успішними.

## Історія

### Рання кар'єра
Репер народився в Лонґ-Айленді, Нью-Йорк.. Esham виріс в околицях Сьомої Милі, у східній частині Детройта, де він жив зі своєю матір'ю й відвідував Осборнську середню школу. Протягом усього літа Сміт мешкав у бабусі в Нью-Йорці. Він учився грати на гітарі, фортепіано, тромбоні й слухав Sugar Hill Gang, Run-DMC, Оззі Осборна та Kiss. Esham почав писати власні тексти, тож його старший брат, Джеймс Сміт, запропонував йому серйозно розпочати хіп-хоп кар'єру. Пізніше репер говорив: «Він відчував, що у мене був крутий флоу, тож він думав, що я зможу принести щось нове в хіп-хоп. На той час у Детройті не було реп-сцени. Всі просто копіювали те, що робили інші». У другому класі Esham познайомився з репером Champtown. Обоє виступали на шоу в «Seafood Bay», де кожен охочий міг зарекомендувати себе на сцені. Одного разу озброєний торговець наркотиками під дулом пістолета змусив Champtown та Ішама читати реп.
У віці 13 років, у 1989 р., Сміт випустив свій дебютний альбом Boomin' Words from Hell. У 1988 р. Esham та Джеймс Г. Сміт заснували свій власний лейбл Reel Life Productions, на якому у 1990 р. реліз було перевидано з альтернативним треклистом та обкладинкою. Реперу було важко завойовувати фанів, оскільки багатьом не сподобався темний зміст його пісень, а також через те, що деякі прихильники хіп-хопу не сприйняли платівку з її металічним звучанням.
У 1991 р. Esham познайомився з Violent J, учасником гурту Inner City Posse, він похвалив репера, його лейбл та дав йому міні-альбом своєї групи Dog Beats. У результаті між виконавцями зав'язалася дружба.
Після виходу двох міні-альбомів, Erotic Poetry та Homey Don't Play, Esham записав подвійний альбом Judgement Day, який складався з двох томів «День» та «Ніч». Його було видано 9 квітня 1992 р.

### KKKill the Fetus,Closed CasketтаDead Flowerz
Будучи учнем Осборнської середньої школи, Сміт познайомився з Mastamind, який дав послухати йому свій трьох-трековий демо-тейп. Разом з TNT, давнім другом Ішема, вони заснували гурт Natas. У 1992 р. Сміт з'явився на Carnival of Carnage, дебютній платівці групи Insane Clown Posse. Він спродюсував три треки й взяв участь у записі останньої пісні альбому. У листопаді гурт Natas видають дебютну платівку Life After Death. У 1993 р. Esham випустив свій третій альбом KKKill the Fetus. 22 листопада 1994 р. вийшла третя студійна платівка Closed Casket.
У травні 1996 р. Esham видав п'ятий альбом Dead Flowerz . Реліз посів 38-ме місце чарту Billboard Top R&B/Hip-Hop Albums.

### Gothom Records (1997–2001)
У червні 1997 р. Ішем перейменував Reel Life Productions на Gothom Records і видав альбом Bruce Wayne: Gothom City 1987, який посів 57-му сходинку чарту Billboard Top R&B/Hip-Hop Albums. Пізніше репер підписав договір про дистрибуцію з Overcore Records, дочірньою компанією Overture Music, та TVT Records. У серпні 2001 р. Ішема та D12 вилучили зі складу учасників фестивалю Warped Tour після того, як члени гурту побили репера. Причиною став текст його пісні «Chemical Imbalance», де згадується донька Емінема, учасника D12, який був відсутнім під час турне.

### Psychopathic Records (2002–2005)
У 2002 р. Сміт підписав контракт з лейблом Psychopathic Records. 18 листопада 2003 р. вийшла його дев'ята студійна платівка Repentance. Реліз посів 9-те місце чарту Top Heatseekers, 10-ту сходинку чарту Top Independent Albums та 71-ше місце чарту Top R&B/Hip-Hop Albums. Наступний альбом A-1 Yola став найуспішнішим у його кар'єрі. Він посів 176-те місце чарту Billboard 200.
У 2005 р. після виходу A-1 Yola Esham покинув Psychopathic Records і відновив свій лейбл Gothom Records, повернувши йому первинну назву.

### Спад популярності (2006—дотепер)
26 серпня 2008 р. Сміт випустив одинадцятий студійний альбом Sacrificial Lambz. Він посів 50-ту сходинку чарту Billboard Top Heatseekers та 42-ше місце чарту Top R&B/Hip-Hop Albums. Це єдиний реліз, який потрапив до чартів після того, як Esham покинув Psychopathic Records. У жовтні репер вирішив балотуватися на посаду міського голови Детройта, проте йому відмовили.
28 липня 2009 р. Сміт видав I Ain't Cha Homey, сиквел міні-альбому 1991 р. Homey Don't Play. Відразу після цього з'явилися чутки, що реліз є дисом на Insane Clown Posse. Сміт заперечував це. Violent J сказав з цього приводу: «Ми тусувалися з хлопцем кожного дня! Як тепер ми будемо зависати знову? Я не знав, що ти був такої думки щодо нас. Ти тусувався з нами впродовж дня, потім прийшов додому та написав це лайно? Розумієте, це божевілля. Тому ми не розмовляємо. А я ж знаю його все своє життя!»
У 2011 р. Esham випустив тринадцяту платівку DMT Sessions, яка також не потрапила до чартів. Згодом він оприлюднив, зрежисований ним, документальний фільм Смерть інді-лейблу. Спочатку планувалося видати його як бонус на делюкс-виданні DMT Sessions. Натомість стрічку було завантажено на офіційний YouTube-канал Reel Life Productions. Інтерв'ю зі Смітом можна також побачити в документальному фільмі «Нерозказана історія детройтського хіп-хопу» (англ. The Untold Story of Detroit Hip-Hop), режисером котрого став детройтський репер Champtown.
В описі до відео «Test400» на YouTube репер зазначив, що Venus Flytrap — його останній студійний альбом. Попри це 26 червня 2015 вийшла платівка Dichotomy.

## Стиль
Особливості лірики Ішема походять від стилю гурту Geto Boys. Тексти Сміта зосереджені на темах смерті, вживання наркотиків, зла, параної, сексу. Також вони мали згадування Сатани. Esham називає свій стиль «кислотним репом» («ейсід-репом»), порівнюючи лірику з галюцинаціями, спричиненими вживанням ЛСД. Творчість репера відносять до гороркору.
Після звинувачень у сатанізмі, Сміт вирішив, що Closed Casket стане останнім альбомом, на якому будуть присутні пісні на дану тематику.
Музичний стиль Ішама називають сумішшю текстів, які характерні для дез-металу, та хіп-хоп бітів. Творчість репера вплинула на гурт Insane Clown Posse, Емінема та Кіда Рока.

## Дискографія
- Boomin' Words from Hell (1989)
- Judgement Day (1992)
- KKKill the Fetus (1993)
- Closed Casket (1994)
- Dead Flowerz (1996)
- Bruce Wayne: Gothom City 1987 (1997)
- Mail Dominance (1999)
- Tongues (2001)
- Repentance (2003)
- A-1 Yola (2005)
- Sacrificial Lambz (2008)
- Suspended Animation (2010)
- DMT Sessions (2011)
- Venus Flytrap (2012)
- Dichotomy (2015)